# Jerry Zucker
Jerry Gordon Zucker (Milwaukee, 1950. március 11. –) amerikai filmrendező, forgatókönyvíró és filmproducer.
Leginkább Jim Abrahamsszel és bátyjával, David Zuckerrel közös paródiafilmjeiről, az Airplane! (1980) és a Top Secret (1984) megrendezéséről ismert. Önálló rendezése volt a komolyabb hangvételű Ghost (1990) című filmdráma, melyet több Oscar-díjra jelöltek.

## Filmográfia

### Film
| Év   | Magyar cím                                    | Eredeti cím                                    | Feladatkör | Feladatkör | Feladatkör | Megjegyzések                              |
| Év   | Magyar cím                                    | Eredeti cím                                    | Rendező    | Író        | Producer   | Megjegyzések                              |
| ---- | --------------------------------------------- | ---------------------------------------------- | ---------- | ---------- | ---------- | ----------------------------------------- |
| 1977 | Kentucky Fried mozi                           | The Kentucky Fried Movie                       | Nem        | Igen       | Nem        |                                           |
| 1980 | Airplane!                                     | Airplane!                                      | Igen       | Igen       | Vezető     | társrendező: Jim Abrahams és David Zucker |
| 1984 | Top Secret                                    | Top Secret!                                    | Igen       | Igen       | Vezető     | társrendező: Jim Abrahams és David Zucker |
| 1986 | Borzasztó emberek                             | Ruthless People                                | Igen       | Nem        | Nem        | társrendező: Jim Abrahams és David Zucker |
| 1988 | Csupasz pisztoly                              | The Naked Gun: From the Files of Police Squad! | Nem        | Igen       | Vezető     | David Zucker rendezésében                 |
| 1990 | Ghost                                         | Ghost                                          | Igen       | Nem        | Nem        |                                           |
| 1991 | Csupasz pisztoly 2 és 1/2                     | The Naked Gun 2½: The Smell of Fear            | Nem        | Nem        | Vezető     | David Zucker rendezésében                 |
| 1992 | Agymenők                                      | Brain Donors                                   | Nem        | Nem        | Vezető     |                                           |
| 1993 | Életem                                        | My Life                                        | Nem        | Nem        | Igen       |                                           |
| 1994 | Csupasz pisztoly 33 1/3 – Az utolsó merénylet | Naked Gun 33+1⁄3: The Final Insult             | Nem        | Nem        | Vezető     |                                           |
| 1995 | Az első lovag                                 | First Knight                                   | Igen       | Nem        | Igen       |                                           |
| 1995 | Pár lépés a mennyország                       | A Walk in the Clouds                           | Nem        | Nem        | Igen       |                                           |
| 1997 | Álljon meg a nászmenet!                       | My Best Friend's Wedding                       | Nem        | Nem        | Igen       |                                           |
| 2001 | Üldözési mánia                                | Rat Race                                       | Igen       | Nem        | Igen       |                                           |
| 2002 | Feltétlen szeretet                            | Unconditional Love                             | Nem        | Nem        | Igen       |                                           |
| 2010 | Államtrükkök                                  | Fair Game                                      | Nem        | Nem        | Igen       |                                           |
| 2011 | Barátság extrákkal                            | Friends with Benefits                          | Nem        | Nem        | Igen       |                                           |
| 2012 |                                               | Mental                                         | Nem        | Nem        | Igen       |                                           |

Színészként
| Év   | Magyar cím          | Eredeti cím              | Szerep         | Megjegyzések                      |
| ---- | ------------------- | ------------------------ | -------------- | --------------------------------- |
| 1977 | Kentucky Fried mozi | The Kentucky Fried Movie | több szerep    |                                   |
| 1980 | Airplane!           | Airplane!                | földi irányító | magyar hangja Verebély Iván       |
| 1984 | Top Secret          | Top Secret!              | német katona   | stáblistán nem szerepel           |
| 1995 |                     | Your Studio and You      | önmaga         | rövidfilm stáblistán nem szerepel |
| 2014 |                     | Asthma                   | Gus apja       |                                   |

### Televízió
| Év   | Cím                                          | Feladatkör | Feladatkör | Feladatkör      | Megjegyzések                                               |
| Év   | Cím                                          | Rendező    | Író        | Vezető producer | Megjegyzések                                               |
| ---- | -------------------------------------------- | ---------- | ---------- | --------------- | ---------------------------------------------------------- |
| 1976 | Big John, Little John                        | Nem        | Nem        | Igen            | 1 epizód társíró: Jim Abrahams és David Zucker             |
| 1982 | Nagyon különleges ügyosztály (Police Squad!) | Igen       | Vezető     | Igen            | 1 epizód társrendező és -író: Jim Abrahams és David Zucker |
| 1987 | Our Planet Tonight                           | Nem        | Vezető     | Nem             | tévéfilm                                                   |
| 2013 | Dear Dumb Diary                              | Nem        | Vezető     | Nem             | tévéfilm                                                   |
| 2019 | Late Night Berlin                            | Nem        | Kreatív    | Nem             | 1 epizód                                                   |

## Fordítás
- Ez a szócikk részben vagy egészben  a   Jerry Zucker című angol Wikipédia-szócikk ezen változatának fordításán alapul.  Az eredeti cikk szerkesztőit annak laptörténete sorolja fel. Ez a jelzés csupán a megfogalmazás eredetét és a szerzői jogokat jelzi, nem szolgál a cikkben szereplő információk forrásmegjelöléseként.